# Brocchinia cowanii
Brocchinia cowanii es una especie del género Brocchinia. Esta especie es nativa de Venezuela en  el Estado de Amazonas, donde es frecuente en la cumbre de Cerro Moriche, en el Rio Ventuari, a una altitud de  1250 metros.

## Taxonomía
Brocchinia cowanii fue descrito por Lyman Bradford Smith  y publicado en Memoirs of the New York Botanical Garden 9: 293, f. 24. 1957.
Etimología
Brocchinia: nombre genérico que fue otorgado en honor del naturalista italiano Giovanni Battista Brocchi.
cowanii: epíteto